# Discografia de Fred & Fabrício
A discografia da dupla sertaneja brasileira Fred & Fabrício consiste em 6 álbuns ao vivo, 3 EPs e 10 singles.
Em 2023, a dupla ganhou certificados pela Pro-Música Brasil. O álbum Acústico de Primeira 2 e o single Guarda-Roupa receberam certificados de disco de ouro e de platina duplo, e o single Flor de Plástico recebeu disco de platina, pelas marcas de mais de 40 mil streams.
Em 2022, o álbum de estreia Acústico de Primeira recebeu certificado de disco de ouro pelo próprio selo Paris Produções, pela marca de mais de 20 milhões de streams, um ano após o seu lançamento.

## Álbuns
| Título                         | Informações                                                                                         | Certificação                  | Vendas certificadas            |
| Álbuns ao vivo                 | Álbuns ao vivo                                                                                      | Álbuns ao vivo                | Álbuns ao vivo                 |
| ------------------------------ | --------------------------------------------------------------------------------------------------- | ----------------------------- | ------------------------------ |
| Acústico de Primeira           | - Lançamento: 23 de abril de 2021 - Formatos: Download digital, streaming - Gravadora: independente | - Paris Produções: 2× Platina | - Paris Produções: +80 000 000 |
| Ao Quadrado                    | - Lançamento: 24 de junho de 2022 - Formatos: Download digital, streaming - Gravadora: Som Livre    | Nenhuma certificação          | Não disponível                 |
| Acústico de Primeira 2         | - Lançamento: 7 de abril de 2023 - Formatos: Download digital, streaming - Gravadora: Som Livre     | - PMB: Ouro                   | - PMB: +40 000                 |
| Infinito Pra Sempre            | - Lançamento: 26 de janeiro de 2024 - Formatos: Download digital, streaming - Gravadora: Som Livre  | Nenhuma certificação          | Não disponível                 |
| Acústico de Primeira 3         | - Lançamento: 18 de outubro de 2024 - Formatos: Download digital, streaming - Gravadora: Som Livre  | - PMB: Ouro                   | Não disponível                 |
| Extended plays (EPs)           | |                               |                                |
| Ao Quadrado, EP. 1             | - Lançamento: 29 de abril de 2022 - Formatos: Download digital, streaming - Gravadora: independente | Nenhuma certificação          | Não disponível                 |
| Acústico de Primeira 2, Ep. 1  | - Lançamento: 28 de outubro de 2022 - Formatos: Download digital, streaming - Gravadora: Som Livre  | Nenhuma certificação          | Não disponível                 |
| Acústico de Primeira 2, Vol. 1 | - Lançamento: 27 de janeiro de 2023 - Formatos: Download digital, streaming - Gravadora: Som Livre  | Nenhuma certificação          | Não disponível                 |
| Infinito Pra Sempre, Vol. 1    | - Lançamento: 10 de novembro de 2023 - Formatos: Download digital, streaming - Gravadora: Som Livre | Nenhuma certificação          | Não disponível                 |
| Infinito Pra Sempre, Vol. 2    | - Lançamento: 15 de dezembro de 2023 - Formatos: Download digital, streaming - Gravadora: Som Livre | Nenhuma certificação          | Não disponível                 |
| Sertanejo Respira, Vol. 1      | - Lançamento: 26 de junho de 2024 - Formatos: Download digital, streaming - Gravadora: Som Livre    | Nenhuma certificação          | Não disponível                 |
| Acústico de Primeira 3, Vol. 1 | - Lançamento: 29 de agosto de 2024 - Formatos: Download digital, streaming - Gravadora: Som Livre   | Nenhuma certificação          | Não disponível                 |

## Singles

### Como artista principal
| Ano  | Álbum                         | Título                                                                 | Certificação      | Vendas certificadas | Melhor posição |
| Ano  | Álbum                         | Título                                                                 | Pro-Música Brasil | Pro-Música Brasil   | BRA            |
| ---- | ----------------------------- | ---------------------------------------------------------------------- | ----------------- | ------------------- | -------------- |
| 2021 | Acústico de Primeira          | Proposta Alcoolizada                                                   | —                 | —                   | —              |
| 2022 | Ao Quadrado                   | Paredão Desmoronou (part. Hugo & Guilherme)                            | —                 | —                   | —              |
| 2022 | Acústico de Primeira 2        | Contra a Maré                                                          | Ouro              | +40 000             | —              |
| 2023 | Acústico de Primeira 2        | Guarda Roupa (part. Hugo & Guilherme)                                  | 3× Platina        | +240 000            | 99             |
| 2023 | Acústico de Primeira 2        | Pot-Pourri: Vai Por Mim / Vendaval de Ilusões (part. Emílio & Eduardo) | —                 | —                   | —              |
| 2023 | Acústico de Primeira 2        | Flor de Plástico (part. Jorge & Mateus)                                | 2× Platina        | +160 000            | 116            |
| 2023 | Acústico de Primeira 2        | Pega das Antigas (part. Clayton & Romário)                             | —                 | —                   | —              |
| 2023 | Acústico de Primeira 2        | Pot-Pourri: Pele, Alma e Coração / Eu Aposto (part. Jefferson Moraes)  | —                 | —                   | —              |
| 2023 | Acústico de Primeira 2        | Submisso (part. William Couto & Adriano)                               | —                 | —                   | —              |
| 2023 | Não adicionado a nenhum álbum | @tentação (part. Bruno & Marrone)                                      | Ouro              | +40 000             | —              |
| 2024 | Não adicionado a nenhum álbum | Gotejou no Celular (part. Clayton & Romário)                           | Platina           | +80 000             | 94             |
| 2024 | Acústico de Primeira 3        | Poder de Mentir (part. Traia Véia)                                     | 3× Platina        | —                   | 29             |
| 2024 | Acústico de Primeira 3        | Chuva de Molhar Bobo (part. Israel & Rodolffo)                         | Ouro              | —                   | —              |
| 2024 | Acústico de Primeira 3        | Sexta Feira                                                            | Platina           | —                   | —              |

### Como convidados
| Ano  | Artista principal       | Título                              |
| ---- | ----------------------- | ----------------------------------- |
| 2021 | João Bosco & Vinícius   | Sofrendo por Amor                   |
| 2022 | Patrícia & Adriana      | Filme Mudo                          |
| 2022 | Andrezinho              | Vício Emocional                     |
| 2022 | William Couto & Adriano | Whisky ou Café                      |
| 2023 | Pedro Libe              | Pra Você Lembrar de Mim / Labirinto |
| 2023 | Gabriel Gava            | Fogão de Lenha / Nuvem de Lágrimas  |
| 2023 | Emílio & Eduardo        | Primavera                           |
| 2023 | Vini & Bisoli           | Passarinho                          |
| 2023 | Mattão & Monteiro       | Só Amando É Que Se Vive             |
| 2023 | Zé Henrique & Gabriel   | Solidão Dando Risada                |
| 2023 | Gabriel Machado         | Famosa Tremida                      |
| 2023 | Munhoz & Mariano        | Dois Palhaços                       |
| 2023 | Lucas Reis & Thácio     | Eu Até Voltava (Quem Ama)           |
| 2023 | João Lucas & Diogo      | Só Pensando em Você / Confidências  |
| 2023 | Hugo & Vitor            | Sentimento Frágil                   |
| 2023 | PH & Michel             | Cambaleando                         |
| 2023 | William & Bidiko        | Toca Aquela Moda                    |
| 2023 | Diego & Arnaldo         | Beijo Frio                          |
| 2023 | Lauana Prado            | Frio da Solidão                     |
| 2023 | Traia Véia              | Já Nem Sei Mais                     |
| 2024 | Wesley & Conrado        | Bebedeira / Ela Fez Minha Cabeça    |
| 2024 | Wesley & Conrado        | Bebendo e Mentindo                  |
| 2024 | Fred & Victor           | Eu, Você e Ela                      |
| 2024 | Pedro Libe              | Na Lata                             |
| 2024 | Emílio & Eduardo        | Aí o Homem Chora                    |
| 2024 | Bruno & Rafa            | Como É Que Esquece?                 |